# NGC 5282
NGC 5282 (другие обозначения — UGC 8687, MCG 5-32-75, ZWG 161.133, NPM1G +30.0310, PGC 48614) — эллиптическая галактика (E) в созвездии Гончие Псы.
Этот объект входит в число перечисленных в оригинальной редакции «Нового общего каталога».